# Johann Gottfried Seume
Johann Gottfried Seume (29. ledna 1763 Poserna (Lützen), Saské kurfiřtství – 13. června 1810 Teplice) byl německý spisovatel a básník; známý hlavně svým dílem Spaziergang nach Syrakus.

## Život

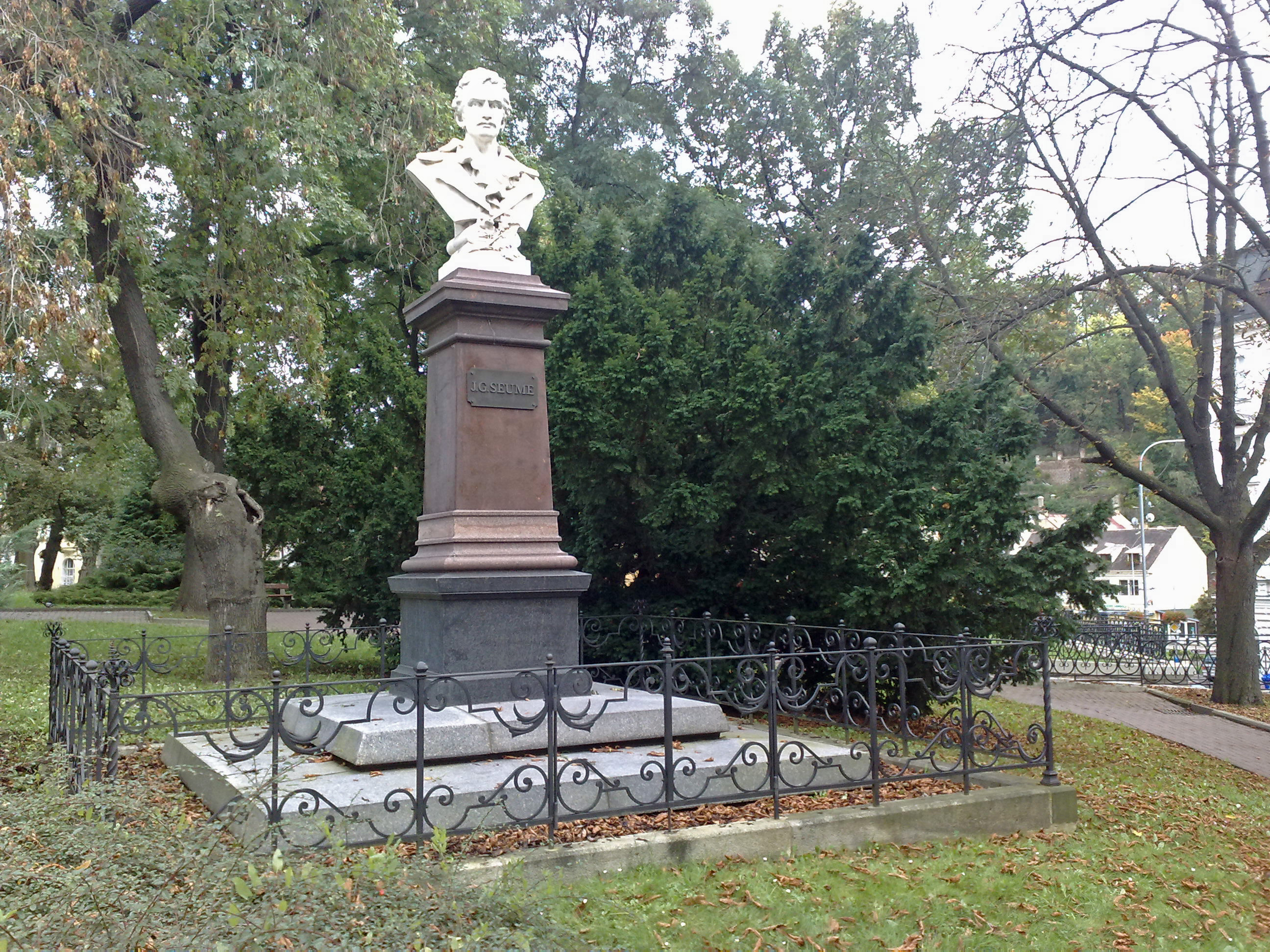
Pomník básníka Seuma na okraji parku při Lípové ulici v Teplicích

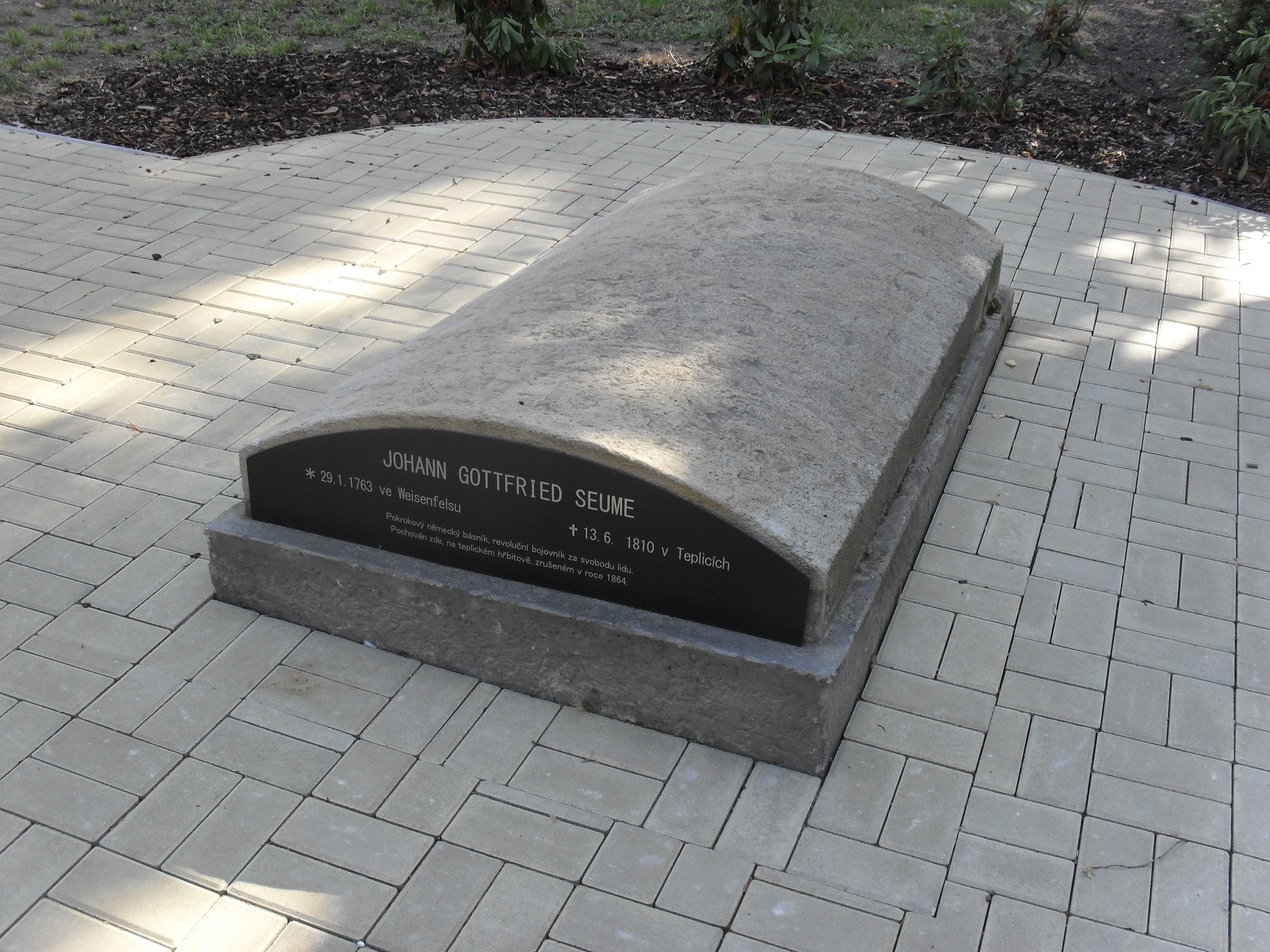
(TTO) Kaple Nalezení sv. Kříže, Seumeho hrob

Seume se narodil v roce 1763 jako syn sedláka a bývalého bednáře Andrease Seumeho a dcery rolníka Reginy Liebingové. Navštěvoval vesnickou školu a latinskou školu rektora Korbinského ve městě Borna. V letech 1776–1777 byl studentem na Nikolaischule v Lipsku.
V letech 1780–1781 studoval teologii na univerzitě v Lipsku a v roce 1781 byl při cestě do Paříže naverbován vojáky, aby sloužil v armádě Fridricha II. Hesensko-Kasselského a bojoval na britské straně v americké válce za nezávislost. Po měsíční plavbě přistál v srpnu 1782 v Halifaxu v Kanadě, avšak do bojů nikdy nevstoupil. Obdivoval nespoutaný život místních obyvatel, který se odrazil v často citované básni Der Wilde: „Ein Kanadier, der Europens übertünchte Höflichkeit nicht kannte…“. V Halifaxu se stal přítelem hesenského důstojníka Karla von Münchhausena.
V srpnu nebo v září 1783 se přeplavil zpět do Brém a zběhl do armády pruského krále Fridricha II. Velikého, kde sloužil jako mušketýr až do roku 1878. Dvakrát se neúspěšně pokusil od dezerci a hrozil mu trest smrti při běhu uličkou odvety, který byl díky plukovníkovi Wilhelmu René de l’Homme de Courbière změněn na trest uvržení do hladomorny.
Když byl díky kauci uvolněn z pruských služeb, odešel do Saska, kde na lipské univerzitě v letech 1789–1792 studoval právo, filozofii, filologii a historii. Studium ukončil s titulem Magistr, dále se habilitoval a již při studiu vyučoval jako hofmistr. Získal zaměstnání ve službách hraběte Gustava Otty Andrease Igelströma, který mu dal práci sekretáře s důstojnickou hodností u svého bratra, ruského generála Otty Heinricha Igelströma. Tehdy zažil porážku polského povstání na straně vládnoucích Rusů, ale v roce 1796 byl propuštěn z ruské armády. Nicméně po celý život měl velký zájem o vojenské otázky, takže i ve spisech například opakovaně řešil, kolik je třeba vojáků k obraně nějakého města nebo pevnosti.

## Smrt a hrob
V posledních letech se zhoršovala Seumova finanční situace. První žádost o důchod byla zamítnuta. V roce 1808 byl Seume postižen vážným onemocněním ledvin a močového měchýře. Když se jeho stav trochu zlepšil, odjel do Výmaru k příteli Christophu Martinovi Wielandovi, který za něj podal druhou žádost. Seume doufal v uzdravení v lázních Teplice, půjčil si na léčení peníze a odjel společně s Christophem Augustem Tiedgeem. Zemřel deset dní po svém příjezdu. Byl pohřben v kapli Nalezení Svatého kříže v Teplicích.

## Odkazy

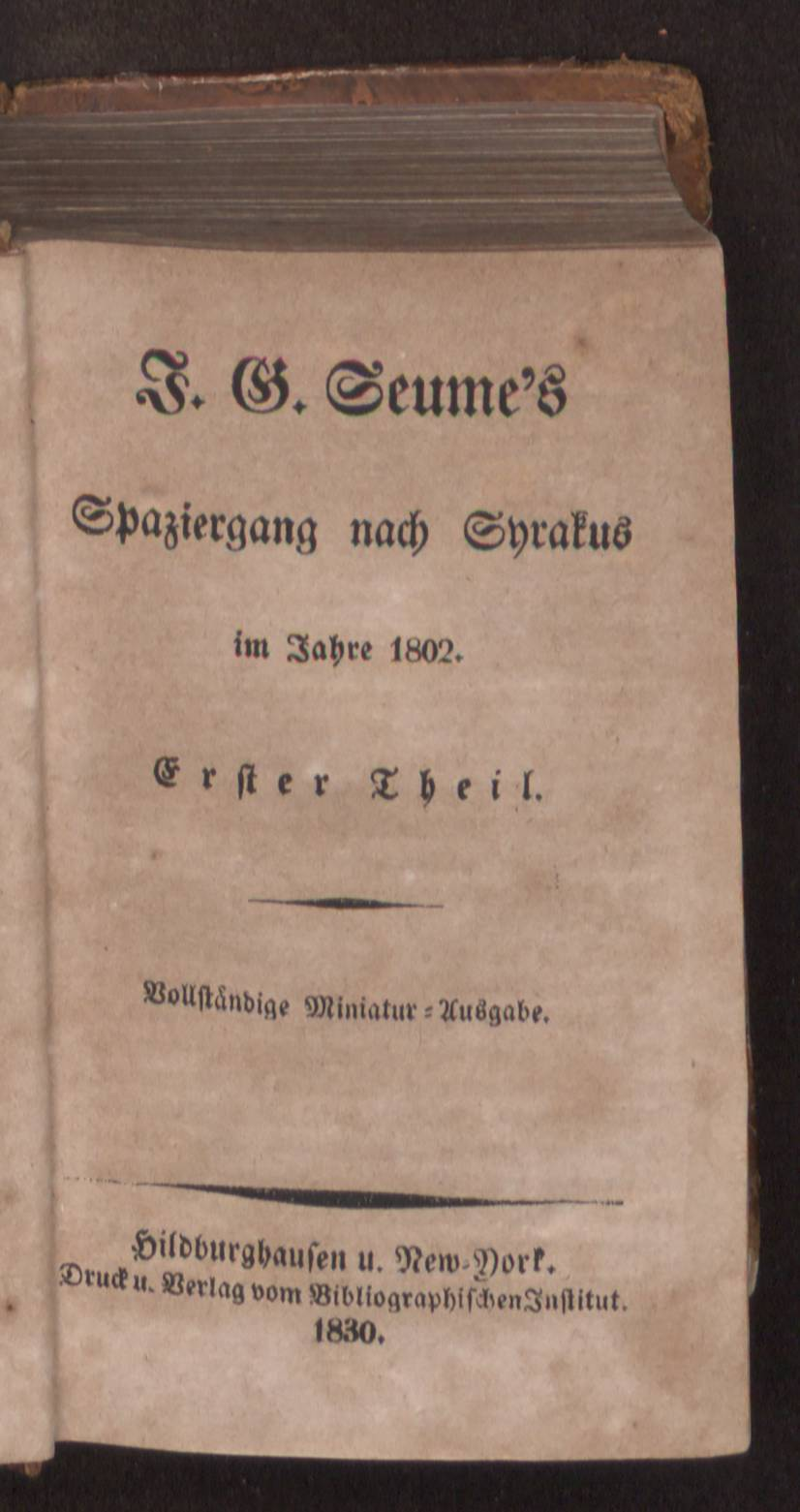
Spaziergang nach Syrakus im Jahre 1802, 1830-1841